# SAS - L'ascesa del Cigno Nero
SAS - L'ascesa del Cigno Nero (SAS: Red Notice) è un film del 2021 diretto da Magnus Martens.
Il soggetto è basato sull'omonimo romanzo di Andy McNab. La pellicola rappresenta l'ultima apparizione cinematografica dell'attore Tom Wilkinson prima della sua morte, avvenuta due anni dopo.

## Trama
Un agente delle forze speciali britanniche in viaggio da Londra a Parigi con la sua ragazza entra in azione quando alcuni mercenari armati, facenti parte dell'organizzazione Cigno Nero, prendono il controllo del treno su cui viaggia la coppia con l'intento di far saltare in aria il tunnel della Manica.

## Produzione
Nel novembre 2018 è stato annunciato che le riprese del film erano iniziate a Budapest e che Sam Heughan, Ruby Rose, Tom Wilkinson e Owain Yeoman avrebbero recitato nel film.
Le riprese che si sono concluse a febbraio 2019, si sono svolte anche a Londra e Parigi. Nello stesso mese viene anche annunciata la partecipazione di Andy Serkis, Hannah John-Kamen, Tom Hopper, Noel Clarke, Ray Panthaki, Jing Lusi, Douglas Reith, Richard McCabe e Anne Reid.

## Promozione
Il trailer è stato pubblicato il 13 febbraio 2021.

## Distribuzione
Il film ha debuttato nel Regno Unito su Sky Cinema il 12 marzo 2021. Nel febbraio 2021, la Vertical Entertainment e la Redbox Entertainment hanno acquisito i diritti di distribuzione del film, che è stato distribuito negli Stati Uniti il 16 marzo 2021.

## Accoglienza

### Critica
Sull'aggregatore di recensioni Rotten Tomatoes il film ottiene il 52% delle recensioni professionali positive sulla base di 21 critiche,